# کیتا-کو، توکیو
منطقهٔ کیتا (به ژاپنی: 北区 Kita-ku) یکی از ۲۳ منطقه ویژه توکیو پایتخت ژاپن است.
این منطقه در شمال توکیو واقع شده و ۲۰٬۵۹ کیلومتر مربع مساحت دارد. این منطقه با استان سایتاما هم‌مرز است و رود آراکاوا در شمال آن جاری است. در این منطقه ۱۰ ایستگاه جی‌آر وجود دارد و از نظر پرتعداد بودن ایستگاه‌های جی‌آر در بین مناطق ویژه توکیو رتبه نخست را داراست.